# Ponta Furada (ilha de São Tomé)
Ponta Furada é uma aldeia de São Tomé e Príncipe, localiza-se no Distrito de Lembá, ilha de São Tomé, próxima às localidades de Santa Clotilde e de Santa Irene.